# Primorsko-Achtarsk
Primorsko-Achtarsk (russisch Приморско-Ахтарск) ist eine Stadt in der Region Krasnodar (Russland) mit 32.257 Einwohnern (Stand 14. Oktober 2010).

## Geografie
Die Stadt liegt etwa 150 km nordwestlich der Regionshauptstadt Krasnodar an der Küste des Asowschen Meeres. Südlich der Stadt erstrecken sich der Achtarski Liman und weitere, heute teilweise trockengelegte Lagunen. Diese sowie der Beissugski Liman gut zehn Kilometer nördlich der Stadt sind die größten Buchten dieser Art an der Ostküste des Asowschen Meeres.
Primorsko-Achtarsk ist Verwaltungszentrum des gleichnamigen Rajons.
Die Stadt ist Endpunkt einer 1914 eröffneten Eisenbahnstrecke (Station Achtari) von Krasnodar über Timaschowsk.

## Geschichte
Im Verlaufe des Russisch-Osmanischen Krieges von 1768 bis 1774 wurde von den russischen Truppen die hier befindliche osmanische Festung Achtar-Bachtar (russische Bezeichnung, verstümmelt von türkisch etwa weißer Felsen am Meer) eingenommen, welche nach dem zeitweiligen Verlust von Asow 1696 an Stelle einer älteren Ansiedlung errichtet worden war. 1778 wurde von der russischen Armee die Achtari-Redoute (Achtarski redut) errichtet.
Nach dem Verlust der militärischen Bedeutung der Befestigungsanlage entstand 1829 das Kosakendorf (Chutor) Achtarski. 1900 erhielt das Dorf den Status einer Staniza mit Namen Primorsko-Achtarskaja (primorski russisch für am Meer).
1949 wurde unter dem heutigen Namen das Stadtrecht verliehen.

### Bevölkerungsentwicklung
| Jahr | Einwohner |
| ---- | --------- |
| 1939 | 19.465    |
| 1959 | 22.006    |
| 1970 | 25.981    |
| 1979 | 27.957    |
| 1989 | 30.047    |
| 2002 | 32.677    |
| 2010 | 32.257    |

Anmerkung: Volkszählungsdaten

## Persönlichkeiten
- Grigori Bachtschiwandschi (1909–1943), Testpilot, geboren in der Staniza Brinkowskaja im Rajon Primorsko-Achtarsk

## Wirtschaft
Primorsko-Achtarsk ist als Zentrum eines Landwirtschaftsgebietes von der Lebensmittelindustrie geprägt. Außerdem Fischfang und -verarbeitung, eine Parfümfabrik sowie Baumaterialienwirtschaft.
Die Stadt ist Badeort mit acht Kilometer langem Sand- und Kiesstrand.